# Blonde (canción de Alizée)
«Blonde» es una canción de la artista francesa Alizée de su álbum Blonde que ha sido lanzado el 23 de junio de 2014. El 14 de marzo de 2014, Alizée y Sony Francia confirmaron en Facebook que estaban trabajando en un nuevo sencillo que sería lanzado el 18 de marzo de 2014. Además la carátula del sencillo fue puesta en línea. Un pequeño extracto de la canción pudo ser escuchado en línea el 16 de marzo de 2014. El sencillo fue lanzado mundialmente el 18 de marzo de 2014.

## Promoción
El día del lanzamiento, 18 de marzo de 2014, Alizée dio entrevistas a varias radiodifusoras, entre ellas RFM, MFM, France Bleu, Hotmix Radio y NRJ.

## Lanzamiento
Fue lanzado el 18 de marzo de 2014. Y pudo ser escuchada y descargada a través de iTunes, Deezer y Spotify. Además el sencillo fue entregado a las estaciones de radio y ese mismo día fue reproducido en las mismas. El sencillo había sido anunciado el 14 de marzo por Jive Epic Francia y Alizée por Facebook. En la primera semana se posicionó en el puesto número 63 del chart francés. Esta es su mejor posición desde Mademoiselle Juliette (2007) y A Contre-Courant (2003), que se posicionaron en el puesto número 22 del ranking.